# Grand-Place de Furnes
Pour les articles homonymes, voir Grand-Place (homonymie).
La Grand-Place (en néerlandais : Grote Markt) est la place centrale de la ville belge de Furnes (province de Flandre-Occidentale). 

## Histoire
Sous la domination des archiducs Albert d'Autriche et d'Isabelle d'Espagne, la ville a prospéré et une place a été construite vers 1609 pour y concentrer les activités commerciales.

## Architecture
Sur cette place, se trouve un certain nombre de bâtiments monumentaux, en partie de style Renaissance. La place offre également une vue sur les églises Sainte-Walburge et Saint-Nicolas situées à proximité.
Jusqu'à la fin du XVIe siècle, les Oude Vleeshuis (Vieille maison de la Viande) et Oude Landshuis (Vieille maison du Pays) délabrées se trouvaient du côté nord. Du côté est se trouvait l'ancien hôtel de ville, dont le soi-disant pavillon espagnol est encore un vestige. 
Les bâtiments importants de style Renaissance sont l'hôtel de ville de Furnes, la Landhuis (maison du Pays), le beffroi de Furnes classé au Patrimoine mondial de l'UNESCO et la Vleeshalle (Halle aux Viandes).
Il y a également un grand nombre de maisons particulières historiques sur la Grand-Place. Du côté nord, on peut voir un ensemble homogène de cinq façades en pignons à gradins de style Renaissance agrémentées de lourdes fenêtres à pilastres. Ces murs de façade ont été reconstruits en 1920. Au numéro 26, se situe la maison De Valk réalisée en 1624 dans un style gothique tardif. Au numéro 9, se trouve la maison de Hoge Wacht (La Haute Garde) érigée en 1636 comprenant une cave datant probablement du XIVe siècle.
Les maisons sises aux numéros 10, 21 et 25 datent de la seconde moitié du XVIIIe siècle et ont été construites dans un style classique.
Un certain nombre de maisons datent du XXe siècle, dont la conception est empruntée à l'architecture régionale de la Renaissance.

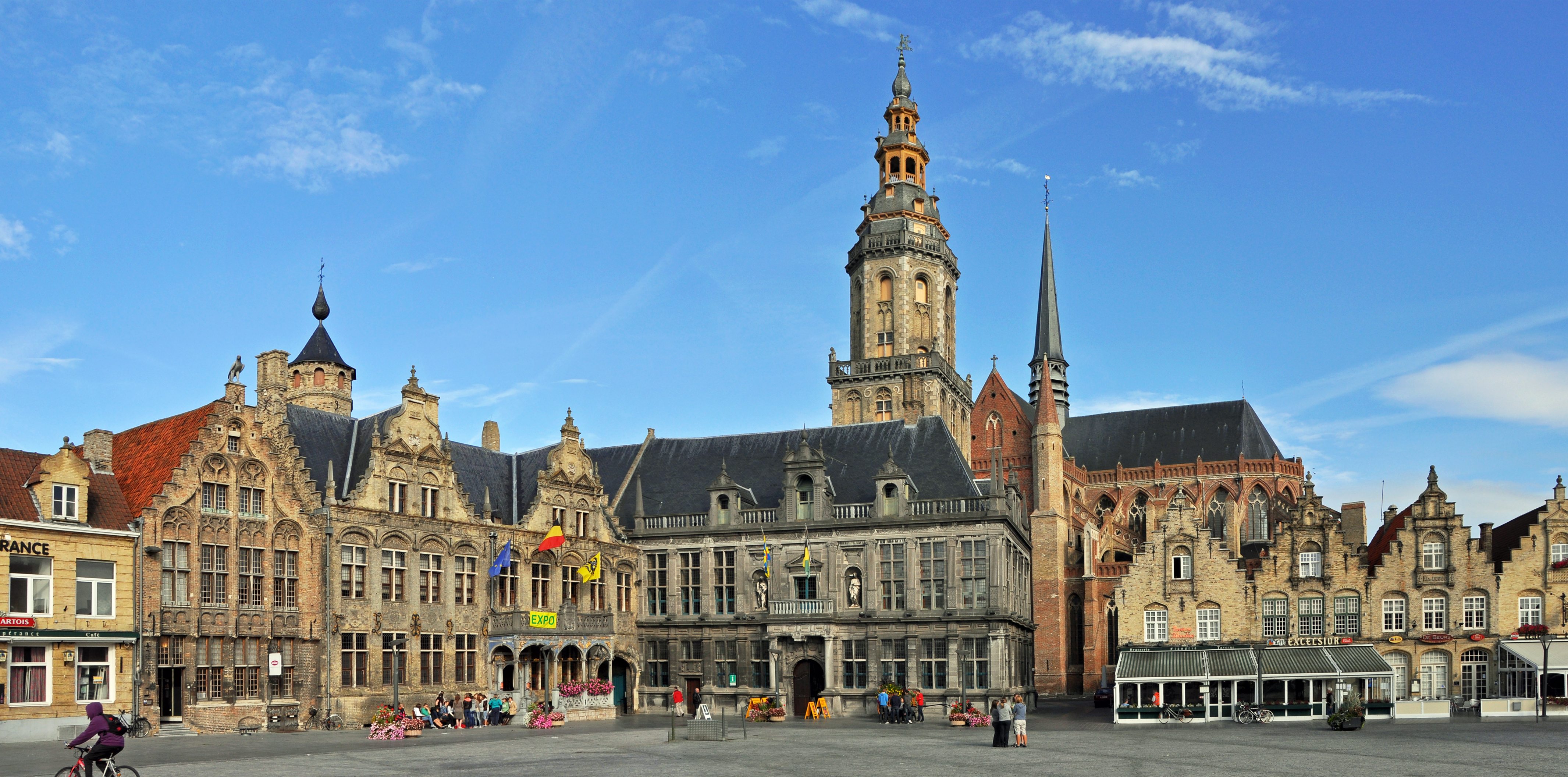